# トゥルゴヴィシテ州
トゥルゴヴィシテ州（トゥルゴヴィシテしゅう、ブルガリア語: Област Търговище, ラテン文字転写: Oblast Targovishte、トルコ語: Tırgovişte ili）は、ブルガリア北東部に位置する州。州都はトゥルゴヴィシテ (オスマン帝国時代から1934年までは、エスキ・ジュマヤ、トルコ語：エスキ・ジュマー)。日本語ではタルゴヴィシュテ、タルゴヴィシテ、トゥルゴヴィシュテなどの表記も。

## 基礎自治体
- アントノヴォ（Антоново、Antonovo）
- オムルタグ（Омуртаг、Omurtag）
- オパカ（Опака、Opaka）
- ポポヴォ（Попово、Popovo）

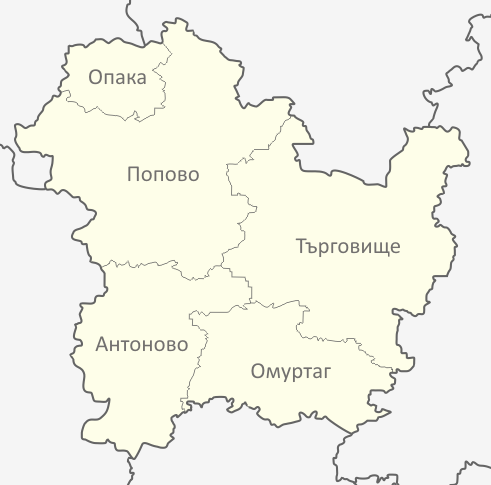
トゥルゴヴィシテ州の基礎自治体

- トゥルゴヴィシテ（Търговище、Targovishte）トルコ語名:エスキ・ジュマ（Eski Cuma） - 州都

## 地理
トゥルゴヴィシテ州はバルカン山脈の北側で、ドナウ平原のルドゴルスコ台地（Лудогорско Плато、Ludogorsko Plato）の上に位置している。西にヴェリコ・タルノヴォ州、北にルセ州、ラズグラト州、東にシュメン州、南はスリヴェン州と接している。州都のトゥルゴヴィシテは州の東部に位置し、ラズグラトから36キロメートル、シュメンから41キロメートル、ヴェリコ・タルノヴォから100キロメートル、ソフィアから340キロメートルである。

## 人口
トゥルゴヴィシテ州はブルガリアの各州のなかで、クルジャリ州、ラズグラト州に次いでトルコ人の人口比率が高い州である。トゥルゴヴィシテ州の人口は2003年現在137,689人であり、その民族別内訳は次の通りである。
- 76294人（55.4%） ブルガリア人
- 49495人（35.9%） トルコ人
- 9868人（7.2%） ロマ